# 大天頂望遠鏡

大天頂望遠鏡 （LZT）是直徑6.0米的液體鏡面望遠鏡，坐落在不列顛哥倫比亞大學位於溫哥華東方大約70公里的楓葉嶺Malcolm Knapp 實驗林。這架望遠鏡在2003年春季建造完成，是世界上最大的反射望遠鏡之一。
天頂望遠鏡明顯的缺點是不能隨意地觀看任何地方，只能觀看正上方一小片的區域，但是它簡化了安裝，能夠以裝滿水銀均勻自旋的平底鍋當作鏡面。這種鏡子的集光力比普通的鏡子大了許多。LZT使用凌像，意思是地球的自轉使沿著感測器移動的恆星，在感測器中形成潛像，會造成電子階梯式的移動，並由後端的追蹤器讀出。
這架望遠鏡的部分零件來自直徑3米的軌道碎片天文台的望遠鏡，這架望遠鏡的液體水銀鏡面已經使用多年。

## 外部連結
- 大天頂望遠鏡首頁 （页面存档备份，存于）

49°17′15″N 122°34′22″W / 49.287587°N 122.572778°W